# إيمانويل بوتي
إيمانويل بوتي المولود في 2 سبتمبر في عام 1980م. لاعب كرة قدم فرنسي سابق يلعب في خط الوسط، وقد لعب مع نادي وآرسنال وبرشلونة وتشيلسي.

## على الصعيد الدولي
لعب بوتي للفريق الفرنسي الوطني 63 مباراة وأحرز 6 أهداف وفاز مع فريقه بكأس العالم 1998 وكأس الأمم الأوروبية 2000. أحرز هدفين في كأس العالم، الأول أتى عن طريق تسديدة قوية من خارج منطقة الجزاء ضد الدانمارك، والذي كان سبب فوز فرنسافي المباراة، والهدف الثاني جاء في المباراة النهائية ضد منتخب البرازيل حيث كان هدفاً بارزاً. ذلك الهدف وفق الإحصائيات هو الهدف الألف في تاريخ كرة القدم الفرنسية. فازت فرنسا حينها على البرازيل بنتيجة قاسية 3 مقابل 0. الهدف الأول والذي جاء عن طريق رأس زين الدين زيدان كان صانعه بوتي أيضاً من ركلة زاوية.
لقد شارك بوتي أيضاً في كأس العالم 2002, حيث فشل الفريق في اجتياز مرحلة المجموعات.

## على صعيد الأندية
لقد بدأ مهنته مع نادي صغير هو ES Argues ومن ثم وقع مع نادي موناكو حيث كان مدرب النادي آرسين فينغر, وقد كان عمر بوتي حينها 18 سنة. لعب في الكأس الفرنسي 1989. ثم أصبح بوتي لاعباً أساسياً في موناكو، يلعب في خط الوسط المتأخر أو في في خط الدفاع كظهير. في عام 1991 فاز بالكأس مع موناكو، وشارك في كأس الكؤوس للعام 1992 ولكن النادي خسر أمام فيردر بريمان Werder Bremen. في العام 97-1996, في موسمه الأخير مع موناكو استطاع الفريق أن يحصل على لقب دوري الدرجة الأولى الفرنسي.
انضم بوتي إلى آرسنال في يونيو 1997 حيث تبع مدربه آسين فينغر والذي انتقل من تدريب موناكو إلى تدري آرسنال. غير فينغر مركز بوتي حيث جعله في خط الوسط المتأخر بعد أن كان في خط الدفاع، ليلعب مع زميله الفرنسي باتريك فييرا. هذه الخطوة كانت ناجحة جداً, فالتفاهم الكبير بين اللاعبين قد أدى في أول موسم مع بوتي إلى فوز نادي الآرسنال في لقب الدوري الإنكليزي الممتاز وكأس اتحاد كرة القدم FA. لعب بوتي ثلاثة مواسم مع الآرسنال وبلغ عدد المباريات التي لغبها مع الفريق 118 مباراة واحرز 11 هدف، حيث كان أجمل أهدافه ضد نادي ديربي Derby عندما سار بالكرة من خارج منطقة الجزاء إلى إحراز هدف رائع، وذلك كان في موسم 98-1997.
انتقل بوتي إلى نادي برشلونة مع اللاعب مارك أوفيرمارس وذلك في صيف 2000. وهناك قد عاد إلى مركز الدفاع، وعانى من إصابات مزعجة، وكنتيجة من تلك الإصابات فشل في الاستقرار والتوازن مع النادي. عاد بعدها إلى انكلترا ولكن هذه المرة مع نادي تشيلسي في العام 2001 مقابل 7 ونصف مليون يورو. لقد كان لاعباً أساسياً في تشكيلة النادي ولكن الأداء كان محبطاً, وخاصة عندما لعب في العام 2002 في كأس اتحاد كرة القدم الإنكليزي ضد ناديه القديم الآرسنال وخسروا أمامه. ولكن موسمه الثاني مع النادي قد تحسن جيداً وخصوصاً مع شريكه فرانك لامبارد. في صيف 2004 انتهى عقده مع تشيلسي وحاول أن يبحث عن نادي جديد، ولا سيما أن رغبته كانت في الأنضمام لنادي بولتون, إلا أن الإصابات العديدة مع نادي الآرسنال ومع نادي تشيلسي أُلزمته بعملية جراحية لركبته فأعلن اعتزاله لكرة القدم قائلاً بأنه لن يستعيد لياقته كاملة بعد العملية.

## ميداليات الشرف
- كأس فرنسا 1991 مع موناكو
- الدوري الفرنسي الدرجة الأولى مع موناكو
- الدوري الإنكليزي 1998 مع نادي آرسنال
- كأس الاتحاد الإنكليزي FA للعام 1998 مع الآرسنال
- كأس العالم 1998
- كأس الأمم الأوروبية 2000
- جائزة Légion d'Honneur في 1998

## منوعات
- في عام 1998, ظهر كضيف في حلقة عيد الميلاد الخاصة بمسلسل زا بيل الفاتورة.
- زوجة بوتي هي الممثلة الفرنسية أجاث دي لا فونتين

## وصلات خارجية
- إيمانويل بوتي على موقع IMDb (الإنجليزية)
- إيمانويل بوتي على موقع ألو سيني (الفرنسية)
- إيمانويل بوتي على موقع ألو سيني (الفرنسية)
- إيمانويل بوتي على موقع ميوزك برينز (الإنجليزية)
- إيمانويل بوتي على موقع ديسكوغز (الإنجليزية)
- إيمانويل بوتي على موقع قاعدة بيانات الفيلم (الإنجليزية)
- إيمانويل بوتي على موقع الاتحاد الدولي (مؤرشف)  (الإنجليزية)
- إيمانويل بوتي على موقع إي إس بي إن إف سي (الإنجليزية)
- إيمانويل بوتي على موقع قاعدة بيانات كرة القدم.إي يو (الإنجليزية)
- إيمانويل بوتي على موقع بيانات كرة القدم. دي إي (الألمانية)
- إيمانويل بوتي على موقع ليكيب (الفرنسية)
- إيمانويل بوتي على موقع ناشيونال فوتبول تيمز (الإنجليزية)
- إيمانويل بوتي على موقع Soccerbase.com (لاعب) (الإنجليزية)
- إيمانويل بوتي على موقع Soccerway.com (الإنجليزية)
- إيمانويل بوتي على موقع عالم كرة القدم.نت (الإنجليزية)